# Playa de los Caballos
La Playa de los Caballos o de Ombleda es un arenal situado en el municipio de Miengo, en Cantabria (España).

## Descripción

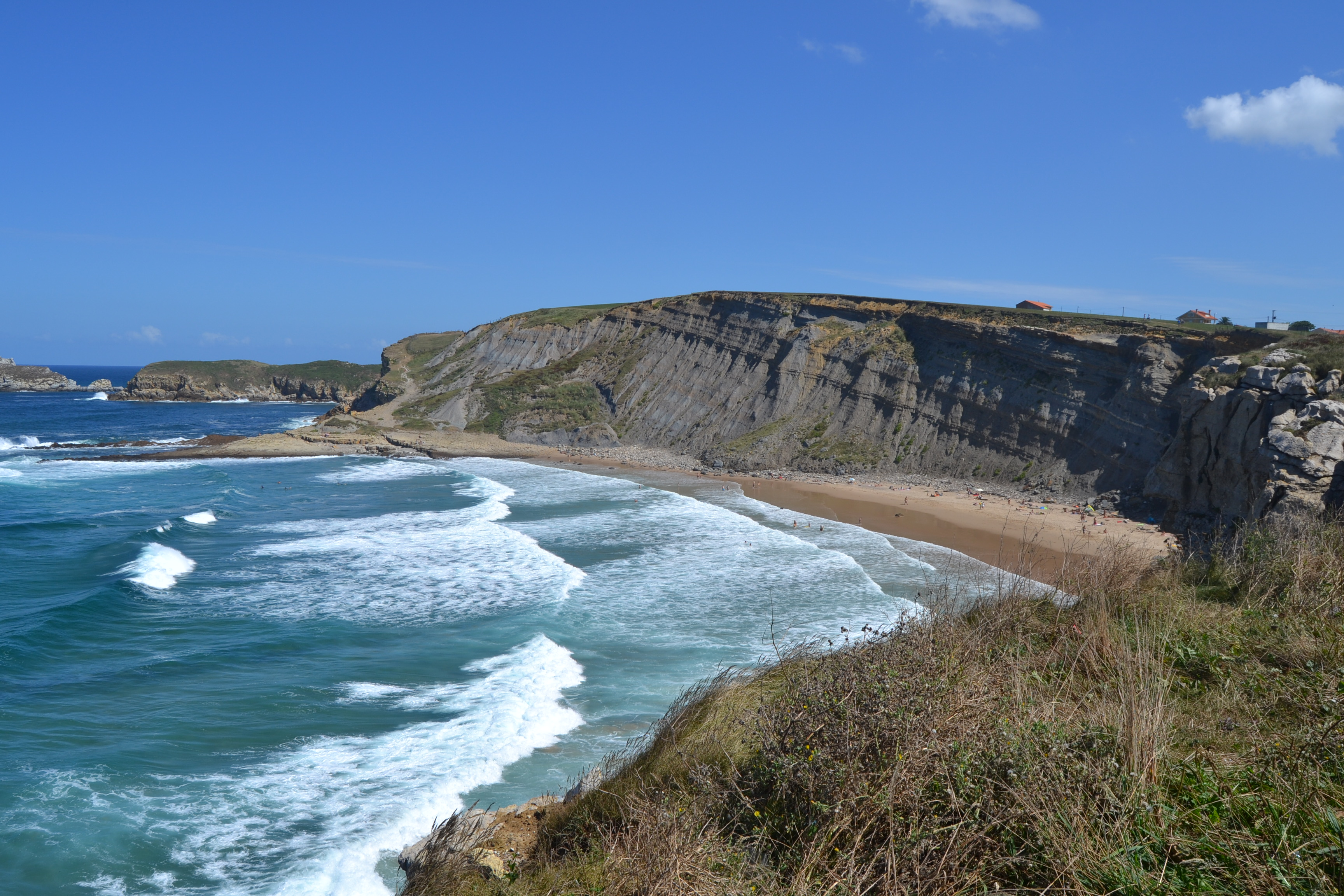
Costa de Miengo (Cantabria) - Playa del Caballo -

Tiene 200 metros de longitud por 40 metros de anchura con un nivel de ocupación bajo propiciado en gran parte por su difícil acceso y nulo nivel de equipamientos. La playa, de suave pendiente y compuesta por arena dorada, está rodeada de altos acantilados.
- Datos: Q6079187
- Multimedia: Playa de los Caballos / Q6079187